# I.N.R.I.
I.N.R.I. — дебютный студийный альбом бразильской блэк/трэш-метал группы Sarcófago, записанный в июле и выпущенный в августе 1987 года.
Первоначально выпущен группой самостоятельно в виде кассеты с фотокопиями обложек. Этот альбом неоднократно переиздавался с тремя разными обложками: оранжевой (классической), голубой и коричневой. Переиздание CD 2002 года на Cogumelo Records содержит 15 треков.

## Музыка
С момента своего создания Sarcófago ставили перед собой цель сделать самую агрессивную музыку в истории. Группа вдохновлялась ранними трэш/блэк-метал-группами, такими как Bathory, Celtic Frost и Slayer, а также финским хардкор панком, например Terveet Kädet и Rattus. Широкое использование бласт-битов на этом альбоме барабанщиком Эдуардо «D.D. Crazy» сделало его первопроходцем в мире метала. Релиз I.N.R.I. считается важной вехой в эволюции блэк-метала, хотя басист группы Джеральдо «Incubus» Минелли и по сей день продолжает считать Sarcófago дэт-метал-группой.

## Влияние
I.N.R.I. оказал влияние на блэк-метал по всему миру, особенно на скандинавскую часть «второй волны» жанра. «Это отрезвляет, — утверждал журнал Terrorizer, — думать о том, чего бы не произошло, если бы „I.N.R.I.“ не был выпущен».
Фенриз из Darkthrone включил трек Sarcófago «Satanic Lust» в свой сборник The Best of Old-School Black Metal, выпущенный Peaceville Records. Евронимус, покойный гитарист Mayhem и бывший лидер так называемого «Чёрного круга», вел переписку с Ламуньером в первые дни создания норвежской сцены. Согласно книге «Lords of Chaos», Евронимус был «одержим» ранним образом Sarcófago и хотел, чтобы все блэк-метал-группы были созданы по его образцу. Satyricon сделали кавер на песню «I.N.R.I.» на их EP Intermezzo II, также вошедшую в альбом Tribute to Sarcófago, выпущенный Cogumelo Records в 2001 году.
Альбом также повлиял на многие известные блэк-метал-группы из соседней Финляндии. Мика Луттинен из Impaled Nazarene сказал, что «ничто не превосходит „Reign in Blood“ Slayer или „I.N.R.I.“ Sarcófago, вы знаете». Их версия песни «The Black Vomit» была включена в трибьют-альбом Tribute to Sarcófago. В 2009 году IGN включил I.N.R.I. в свой список «10 великих блэк-металлических альбомов».

## Список композиций
Все слова написаны Вагнером Ламуаньером, вся музыка написана Sarcófago.
| №  | Название                | Длительность |
| -- | ----------------------- | ------------ |
| 1. | «Satanic Lust»          | 3:10         |
| 2. | «Desecration of Virgin» | 1:59         |
| 3. | «Nightmare»             | 5:38         |
| 4. | «I.N.R.I.»              | 2:07         |
| 5. | «Christ's Death»        | 3:37         |
| 6. | «Satanas»               | 2:05         |
| 7. | «Ready to Fuck»         | 3:27         |
| 8. | «Deathrash»             | 1:36         |
| 9. | «The Last Slaughter»    | 4:37         |

### Бонус-треки переиздания
| №   | Название                 | Длительность |
| --- | ------------------------ | ------------ |
| 10. | «Recrucify»              | 2:29         |
| 11. | «The Black Vomit»        | 2:23         |
| 12. | «Satanas»                | 2:02         |
| 13. | «Nightmare (Live)»       | 6:05         |
| 14. | «The Black Vomit (Live)» | 2:22         |
| 15. | «Satanas (Live)»         | 2:03         |

Треки 10—12 взяты из сплита Warfare Noise I, треки 13—15 с концерта в Аргентине.

## Участники записи
- Вагнер «Antichrist» Ламуаньер − вокал
- Zéder Butcher − гитара
- Джеральдо «Incubus» Минелли — бас
- D.D. Crazy − ударные